# Alexandre Romanès
Pour les articles homonymes, voir Bouglione.
Alexandre Romanès, né à Paris en 1951, est une personnalité du monde du cirque et un poète tzigane. Il est le cofondateur du cirque tzigane Romanès, avec sa femme Délia Romanès née en 1970.

## Biographie
Issu de la famille gitane Bouglione, célèbre famille du monde du spectacle, fils de Firmin Bouglione dont il se refuse à porter le nom de naissance pour des raisons de mésentente familiale, il entame dès sa jeunesse une carrière dans le monde du cirque : équilibriste sur échelle, dompteur de fauves. Par la suite, il quitte le cirque familial, déçu par la tournure prise par ce dernier, qui n'incarne plus suffisamment à ses yeux les valeurs du cirque et, surtout, de la culture tzigane et gitane. En 1972, il rencontre Lydie Dattas qu'il épouse. Il fait la connaissance, en 1976, de Jean Genet, duquel il devient très proche.
En 1993, il fonde le Cirque Lydie Bouglione, qui deviendra le 
Cirque Délia Romanes’, premier cirque tzigane du continent européen, avec sa seconde épouse Délia Romanès, chanteuse tzigane ayant fui la Roumanie, qui accompagne le spectacle du cirque avec son orchestre tzigane des Balkans. Avec leurs six enfants, ainsi qu'avec leurs 6 petits-enfants, ils voyagent et font connaitre au mieux la culture tzigane et gitane en France ainsi qu'à l’étranger.
En 2005, il interprète avec sa troupe des musiques tziganes dans le long métrage Les Amants réguliers de Philippe Garrel (source : générique).
En juin 2010, le Cirque Tzigane Romanès représente la France à l'exposition universelle de Shanghaï.
La même année, il reçoit le Prix Romanès récompensant l'ensemble de son œuvre.
En 2014, le Cirque Romanès quitte son emplacement de la Porte de Champerret (Paris 17°), pour le square Parodi (Paris 16°).
Il est également l'auteur de trois recueils de poèmes consacrés à la culture tzigane.
Alexandre Romanès reçoit la légion d'honneur le mercredi 9 novembre 2016, par la ministre de la Culture Audrey Azoulay sous le chapiteau en marge de leur spectacle et devant le public. C'est la première fois qu'un Tsigane reçoit une telle distinction. Il a été officiellement décoré le 14 juillet 2016.

## Ouvrages
- Le Premier Cirque tsigane d’Europe, Le Temps qu'il fait, 1994
- Un peuple de promeneurs, Le Temps qu'il fait, 1998
- Paroles perdues, Gallimard, 2004
- Sur l'épaule de l'ange, Gallimard, 2010
- Un peuple de promeneurs, Gallimard, 2011
- Les corbeaux sont les Gitans du ciel, Éditions Archipel, 2016
- Le luth noir, Éditions Lettres Vives, 2017